# Spirit de Crouz
Spirit de Crouz (né le 17 avril 2006) est un cheval hongre Shagya gris, monté en endurance par le cavalier breton Allan Léon.

## Histoire
Spirit de Crouz naît le 17 avril 2006 au haras de la Crouzière, appartenant à Catherine et Antoine Roland, à Castelnau-de-Montmirail, en France. Il est monté un temps par Pierre-Marie Morvan.
Sélectionné en équipe de France d'endurance, il participe aux championnats du monde de Samorin en 2016 (avec une médaille d'argent par équipes), puis aux Jeux équestres mondiaux de 2018 à Tryon, mais l'épreuve d'endurance y est annulée en raison de problèmes d'organisation.
Il est castré tardivement, le 12 avril 2017.
Blessé en 2018, il est privé de sélections en 2019. En septembre 2019, il remporte les 160 km de Florac, l'une des courses d'endurance réputées les plus difficiles au monde, avec une vingtaine de minutes d'avance sur le second et une vitesse moyenne de 16.674km/h. Allan Léon est reparti sur la dernière boucle, avec 1’ 17’’ d’avance sur Marijke Visser. La cavalière néerlandaise remontant à moins d’une minute de lui, il demande à Spirit de prendre le galop, ce qui lui assure la victoire, de même que le fait d'avoir passé le col de Montmirat à pieds pour reposer sa monture.

## Description
Spirit de Crouz est un hongre gris, inscrit au stud-book du Shagya. Il mesure 1,60 m. En course, il n'est pas très bon dans les descentes. Son mental s'est affirmé au fil des années, le hongre se montrant plus à l'écoute de son cavalier. 

## Palmarès
Le palmarès de Spirit de Crouz est considéré comme exceptionnel pour sa discipline, malgré très peu de premières places décrochées. 
- 2015 : 3e des 160 km de Florac[5] ; vainqueur des 160 km de Castelsagrat

- 2016 : 13e en individuel aux championnats du monde d'endurance à Samorin[1] ; médaille d'argent par équipes[8]

- 2017 : 7e des championnats d'Europe d'endurance à Bruxelles[1]

- 20 juillet 2019 : 3e du CEI2* de Jullianges, sur 120 km[1]

- 7 septembre 2019 : vainqueur des 160 km de Florac, avec la meilleure condition[7],[6]

## Origines
| Origines de '                          | Origines de '                 | Origines de '               | Origines de ' |
| -------------------------------------- | ----------------------------- | --------------------------- | ------------- |
| Père Shogun 1986 - Shagya Gris, 1,62 m | Shagya 11-XXXIX 1973 - Shagya | Shagya 1-XXXIX 1973, Shagya | Shagya XXXIX  |
| Père Shogun 1986 - Shagya Gris, 1,62 m | Shagya 11-XXXIX 1973 - Shagya | Shagya 1-XXXIX 1973, Shagya |               |
| Père Shogun 1986 - Shagya Gris, 1,62 m | Shagya 11-XXXIX 1973 - Shagya | Drau 1949, Shagya           |               |
| Père Shogun 1986 - Shagya Gris, 1,62 m | Shagya 11-XXXIX 1973 - Shagya |                             |               |
| Père Shogun 1986 - Shagya Gris, 1,62 m | Ilona 1973 - Shagya           |                             |               |
| Père Shogun 1986 - Shagya Gris, 1,62 m |                               |                             |               |
| Père Shogun 1986 - Shagya Gris, 1,62 m |                               |                             |               |
| Père Shogun 1986 - Shagya Gris, 1,62 m |                               |                             |               |
| Mère Kalypso de Cruz 1998 - Shagya Bai | Koheilan III-66 1983 - Shagya |                             |               |
| Mère Kalypso de Cruz 1998 - Shagya Bai | Koheilan III-66 1983 - Shagya |                             |               |
| Mère Kalypso de Cruz 1998 - Shagya Bai | Koheilan III-66 1983 - Shagya |                             |               |
| Mère Kalypso de Cruz 1998 - Shagya Bai | Koheilan III-66 1983 - Shagya |                             |               |
| Mère Kalypso de Cruz 1998 - Shagya Bai | Azanja 1988 - Shagya          |                             |               |
| Mère Kalypso de Cruz 1998 - Shagya Bai |                               |                             |               |
| Mère Kalypso de Cruz 1998 - Shagya Bai |                               |                             |               |
| Mère Kalypso de Cruz 1998 - Shagya Bai |                               |                             |               |

## Reproduction et renommée
Spirit de Crouz ayant été castré tardivement, il a quelques descendants, dont 4 poulains entraînés par Allan Léon ; il reste disponible à l'insémination en paillettes congelées.
Malgré d'excellentes performances statistiques, le Shagya est peu populaire en compétition d'endurance, notamment en raison de son gabarit, de son rejet par les acheteurs du Moyen-Orient, et de croisements décriés. 